# Jet Harris
Jet Harris, właśc. Terrence Harris (ur. 6 lipca 1939 w Londynie, zm. 18 marca 2011 w Winchesterze) – brytyjski muzyk i basista. Harris należał do grupy The Shadows, lecz odszedł w kwietniu 1962 roku i rozpoczął karierę jako basista solowy tworząc duet wraz z perkusistą Tonym Meehanem.

## Życie i kariera
Za młodych lat grał na klarnecie i jako nastolatek sam zrobił sobie własny czterostrunowy kontrabas, ponieważ marzył o grze w zespole jazzowym. W roku 1958, grał jazz wraz ze znajomym muzykiem Tonym Crombim, który zachęcił go do spróbowania gry na nowo powstałej wtedy gitarze basowej. Jet Harris był jednym z pierwszych w Anglii posiadaczy tego instrumentu i jednym z pierwszych muzyków, którzy grali na gitarze basowej w zespole muzycznym. Gitara nazywała się Framus Starr Bass i była importowana z Niemiec.
Zanim dołączył do The Shadows, grał jeszcze w kilku innych grupach, np. The Vipers. Do The Shadows dołączył w 1958 roku, kiedy występowali jeszcze jako The Drifters. Jet Harris był twórcą nazwy „The Shadows” i to za jego namową zespół zmienił nazwę. Ponoć wszyscy siedzieli w knajpie i myśleli, jaka nazwa będzie najodpowiedniejsza, Harris powiedział: „what about The Shadows?”. Kiedy w roku 1959 jego Framus uległ zniszczeniu, Jet zmienił gitarę na nowy Fender Precision Bass, jedną z pierwszych tego rodzaju, która trafiła do Anglii ze Stanów. Harris także śpiewał np. w „Feeling Fine”, czy w „Do you wanna dance?”. Podczas gry w The Shadows odnotowano jego występy w piosenkach m.in.: „Nivram” – pierwsze basowe solo/improwizacja na świecie, „FBI”, „Apache”, „The Savage”, „Man of Mystery”, „Sleepwalk” i inne.
W roku 1962 opuścił The Shadows z powodu kłótni z Hankiem Marvinem dotyczącej stylu ich gry (Harris był za utrzymywaniem nowatorstwa w ich muzyce, natomiast Marvin chciał być bardziej popularny i wytworzyć własny styl, nieco przyciemniający rolę basu w muzyce). Wraz z Tonym Meehanem Jet zaczął odnosić dosyć zadziwiające sukcesy jeśli wziąć pod uwagę fakt, że grali we 2 i w latach 1962-63 przewyższyli popularnością i klasą samych The Shadows – ich były zespół. W tamtych latach powstało m.in. „Diamonds”, które utrzymywało się na pierwszym miejscu angielskiej listy przebojów przez 6 tygodni, „Scarlet O’Hara”, dostało się na 2 miejsce, „Applejack” - 4 miejsce, „Man from Nowhere” - ponoć najlepszy motyw muzyki z serii James Bond przez wiele lat. W roku 1963 gdy był u szczytu kariery muzycznej przerwał ją wypadek samochodowy, któremu uległ w 1963 roku. Po wypadku Jet co prawda wrócił do pełnej sprawności w latach 1963-1966, lecz przestał grać zawodowo i wycofał się z międzynarodowej sceny muzycznej.
W roku 1998 firma Fender wydała limitowaną edycję gitar nazwaną imieniem Harrisa. Miało to być wyróżnienie i podziękowanie za spopularyzowanie gitar Fender Precision Bass w początkach jej istnienia, oraz za zasługi w wykorzystaniu gitary basowej w muzyce. Jet Harris po wypadku występował m.in. w zorganizowanej przez Bruce’a Welcha „Shadowmanii', z Cliffem Richardem, oraz z „The Diamonds”, „The Arrows” i „The Rapiers”. Ostatni jego album został wydany w roku 2006 pod tytułem The Journey.